# Hilde Léon
Hilde Léon (Düsseldorf, 1953) es una arquitecta y profesora de universidad alemana.
Empezó sus estudios de Arquitectura en 1973 en la Universidad Técnica de Berlín. Tras acabar la carrera en 1978, trabajó hasta 1980 con una beca del Servicio Alemán de Intercambio Académico en el ''Istituto Universitario di Architettura di Venezia''.
En 1983 fundó, junto con Konrad Wohlhage, un estudio de arquitectura, el cual gestiona ella misma con Siegfried Wernik desde 1994 como ''Léon Wohlhage, Wernik''. Desde 2015 firman como "léonwohlhage".
De 1990 a 1995, Léon fue investigadora en la Cátedra de Diseño Urbano y Arquitectura en la Universidad de las Artes de Berlín.
Es profesora del Instituto de Diseño y Teoría de la Construcción de la Leibniz Universität Hannover.
Léon fue elegida en la Reunión General de Primavera de la Academia de las Artes de Berlín el 25 de mayo de 2013 como nueva miembro en la sección de arquitectura.

## Obras del Estudio Léon Wohlhage Wernik
- Edificio de representación del estado de Bremen en Berlín (1996–1999)
- Embajada de la India en Berlín (1998–2000)
- Vivienda "Kunstcampus" - Europacity: junto al museo Hamburger Bahnhof 3 en Berlín (2015–2017)